# Ribalonga (Alijó)

Ribalonga é uma povoação portuguesa do Município de Alijó que foi sede da extinta Freguesia de Ribalonga, freguesia que tinha 9,13 km² de área e 231 habitantes (2011), e, por isso, uma densidade populacional de 25,3 hab/km².
A Freguesia de Ribalonga foi extinta (agregada) em 2013, no âmbito de uma reforma administrativa nacional, tendo sido agregada à freguesia de Pópulo, para formar uma nova freguesia denominada União das Freguesias de Pópulo e Ribalonga com sede em Pópulo.

## População
| Número de habitantes | Número de habitantes | Número de habitantes | Número de habitantes | Número de habitantes | Número de habitantes | Número de habitantes | Número de habitantes | Número de habitantes | Número de habitantes | Número de habitantes | Número de habitantes | Número de habitantes | Número de habitantes | Número de habitantes |
| -------------------- | -------------------- | -------------------- | -------------------- | -------------------- | -------------------- | -------------------- | -------------------- | -------------------- | -------------------- | -------------------- | -------------------- | -------------------- | -------------------- | -------------------- |
| 1864                 | 1878                 | 1890                 | 1900                 | 1911                 | 1920                 | 1930                 | 1940                 | 1950                 | 1960                 | 1970                 | 1981                 | 1991                 | 2001                 | 2011                 |
| 367                  | 385                  | 425                  | 464                  | 401                  | 461                  | 590                  | 559                  | 555                  | 603                  | 370                  | 465                  | 403                  | 291                  | 231                  |

(Obs.: Número de habitantes "residentes", ou seja, que tinham a residência oficial neste concelho à data em que os censos  se realizaram.)
| Distribuição da População por Grupos Etários em 2001 e 2011 | Distribuição da População por Grupos Etários em 2001 e 2011 | Distribuição da População por Grupos Etários em 2001 e 2011 | Distribuição da População por Grupos Etários em 2001 e 2011 | Distribuição da População por Grupos Etários em 2001 e 2011 | Distribuição da População por Grupos Etários em 2001 e 2011 | Distribuição da População por Grupos Etários em 2001 e 2011 | Distribuição da População por Grupos Etários em 2001 e 2011 | Distribuição da População por Grupos Etários em 2001 e 2011 | Distribuição da População por Grupos Etários em 2001 e 2011 |
| ----------------------------------------------------------- | ----------------------------------------------------------- | ----------------------------------------------------------- | ----------------------------------------------------------- | ----------------------------------------------------------- | ----------------------------------------------------------- | ----------------------------------------------------------- | ----------------------------------------------------------- | ----------------------------------------------------------- | ----------------------------------------------------------- |
| Idade                                                       | 0-14                                                        | 15-24                                                       | 25-64                                                       | > 65                                                        |                                                             | 0-14                                                        | 15-24                                                       | 25-64                                                       | > 65                                                        |
| 2001                                                        | 52                                                          | 40                                                          | 132                                                         | 67                                                          |                                                             | 17,9%                                                       | 13,7%                                                       | 45,4%                                                       | 23,0%                                                       |
| 2011                                                        | 20                                                          | 27                                                          | 100                                                         | 84                                                          |                                                             | 8,7%                                                        | 11,7%                                                       | 43,3%                                                       | 36,4%                                                       |